# بانک اقتصاد نوین
بانک اقتصاد نوین، شرکت خدمات مالی و بانکداری ایرانی است که در سال ۱۳۸۰ با سرمایه ۲۵۰ میلیارد ریال (۲۵ میلیارد تومان) به‌عنوان نخستین بانک خصوصی ایران شناخته می‌شود. در سال ۲۰۰۸ بانک اقتصاد نوین به عنوان بهترین بانک ایران از سوی مؤسسه معتبر یورومانی انتخاب شد.
بانک اقتصاد نوین در سال مالی ۱۳۹۱ با درآمدی بالغ بر ۳۵ هزار میلیارد ریال، به عنوان دهمین بانک بزرگ ایران برپایهٔ میزان درآمد، شناخته شد. این بانک همچنین در فهرست ۱۰۰ شرکت برتر ایرانی، رتبهٔ ۳۷ را به خود اختصاص داد.

## تاریخچه
بانک اقتصاد نوین اوّلین بار در تاریخ ۲۹ تا ۳۱ تیرماه سال ۱۳۸۰، براساس مجوزات مأخوذه از بانک مرکزی جمهوری اسلامی ایران و سازمان بورس و اوراق بهادار، اقدام به پذیره‌نویسی سهام کرد. مجمع عمومی مؤسس بانک اقتصاد نوین در ۱۳ مرداد ۱۳۸۰ برگزار و در تاریخ ۲۰ مرداد همان سال، با سرمایهٔ اولیه به مبلغ ۲۵۰ میلیارد ریال در ادارهٔ ثبت شرکت‌ها و مؤسسات غیرتجاری تهران، تحت شمارهٔ ۱۷۷۱۳۲ به ثبت رسید.
پس از چند دوره افزایش سرمایهٔ سنوات قبل، در مجمع عمومی فوق‌العاده مورخ ۲۷ تیر ۱۳۸۹ مقرر شد، سرمایهٔ بانک از مبلغ ۴٬۰۰۰ (چهارهزار) میلیارد ریال به مبلغ ۱۵٬۰۰۰ (پانزده‌هزار) میلیارد ریال طی دو سال افزایش یابد. بر این اساس و تاکنون، طی دو مرحله افزایش سرمایه، سرمایهٔ بانک از مبلغ ۴٬۰۰۰ میلیارد ریال به‌ترتیب به مبالغ ۵٬۵۰۰ و ۸٬۰۰۰ میلیارد ریال افزایش یافته است.
با اخذ مجوز از بانک مرکزی جمهوری اسلامی ایران و سازمان بورس و اوراق بهادار و براساس مصوّبهٔ مجمع عمومی فوق‌العاده مورخ ۲۷ تیرماه ۱۳۸۹ بانک و همچنین مصوّبهٔ هیئت مدیرهٔ بانک در تاریخ ۱۳۹۰/۴/۳۰؛ افزایش سرمایه از مبلغ ۵٬۵۰۰ میلیارد ریال به مبلغ ۸٬۰۰۰ میلیارد ریال را از محل مطالبات و آورده نقدی سهامداران بانک، در مهلت قانونی ۶۰ روز از تاریخ ۱۳۹۰/۵/۸ لغایت ۱۳۹۰/۷/۵ آغاز شد و در تاریخ ۱۳۹۰/۱۲/۱ افزایش سرمایهٔ مذکور نزد ادارهٔ ثبت شرکت‌ها به ثبت رسید. سرمایه فعلی بانک مبلغ ۸٬۰۰۰ میلیارد ریال منقسم به ۸٬۰۰۰ میلیون سهم عادی بانام یک‌هزارریالی پرداخت‌شده است.
در نوبت بعد با اخذ مجوز از بانک مرکزی جمهوری اسلامی ایران و سازمان بورس و اوراق بهادار و براساس مصوّبه مجمع عمومی فوق‌العاده مورخ ۲۲ اردیبهشت‌ماه ۱۳۹۹ بانک؛ سرمایه نخستین بانک خصوصی جمهوری اسلامی ایران با ۱۳۲ درصد افزایش از مبلغ ۱۳٫۱۳۱٫۰۰۰ میلیون ریال به مبلغ ۳۰٫۴۲۵٫۷۳۴ میلیون ریال از محل مازاد تجدید ارزیابی دارایی ثابت بانک رسید. [6]
و در آخرین مرحله، با اخذ مجوز از بانک مرکزی جمهوری اسلامی ایران و سازمان بورس و اوراق بهادار و براساس مصوّبه مجمع عمومی فوق‌العاده مورخ ۲۴ بهمن‌ماه ۱۴۰۲ بانک؛ سرمایه نخستین بانک خصوصی جمهوری اسلامی ایران با ۱۰۰ درصد افزایش از مبلغ ۳۰٫۴۲۵ میلیارد ریال به مبلغ ۶۰٫۸۵۰ میلیارد ریال از محل مازاد تجدید ارزیابی دارایی ثابت بانک رسید. [6]

### تحریم
وزارت خزانه‌داری آمریکا در ۸ اکتبر ۲۰۲۰ این بانک را همراه با ۱۷ بانک دیگر در ایران تحریم کرده و در لیست سیاه خود قرار داد. بانک اقتصاد نوین، نخستین ارائه‌دهندهٔ خدمات بانکداری اختصاصی در ایران بود. در ۸ اکتبر ۲۰۲۰ این بانک توسط وزارت خزانه‌داری آمریکا تحریم شد.

## اعضای هیئت مدیره
- محسن زرندی مقدم (رئیس هیئت مدیره)
- محمدرضا حسین زاده (عضو هیئت مدیره و مدیرعامل)
- محمدباقر محمدزاده مقدم (نایب رئیس هیئت مدیره)
- مرتضی معیری (عضو هیئت مدیره)
- محمدعلی رستگار (عضو هیئت مدیره)

## سهامداران بانک
- شرکت سرمایه‌گذاری. س. گروه صنایع بهشهرتهران
- شرکت به پخش-سهامی عام
- شرکت سرمایه‌گذاری گروه صنایع بهشهرایران
- شرکت مدیریت صنعت قند توسعه صنایع بهشهر
- شرکت سرمایه‌گذاری ساختمان ایران-سهامی عام
- شرکت تأمین مسکن جوانان-سهامی عام
- شرکت سرآمد صنایع بهشهر-سهامی خاص
- شرکت گروه توسعه مالی مهرآیندگان-سهامی عام
- شرکت مدیریت طرح و توسعه آینده پویا-سهامی خاص
- شرکت صنعتی بهپاک-سهامی عام
- شرکت نوسازی و ساختمان تهران-نوسا-سهامی عام
- شرکت گروه مالی پارسیان-سهامی خاص
- شرکت تأمین مسکن نوین-سهامی عام
- شرکت. س. صندوق بازنشستگی کشوری-سهامی عام
- شرکت بانک اقتصاد نوین-سهامی عام
- شرکت توسعه صنایع بهشهر-سهامی عام
- صندوق بازنشستگی کشوری
- شرکت سرمایه‌گذاری مدیریت سرمایه مدار-سهامی عام

علاوه بر سهامداران یاد شده، تعدادی شخصیت حقوقی و حقیقی نیز سهامدار بانک محسوب می‌شوند.

## بانک اقتصاد نوین در بورس
بانک اقتصاد نوین در تاریخ ۱۵ بهمن ۱۳۸۲ در سازمان بورس اوراق بهادار پذیرفته شده و از آن تاریخ، سهام بانک در تابلو اصلی آن سازمان قابل معامله است. نماد بانک اقتصاد نوین در بورس ونوین می‌باشد

## جوایز و دست‌آوردها
- کسب گواهینامه استاندارد و جایزه بین‌المللی کیفیت برتر در خدمات بانکداری شرکتی از سوی اتحادیه اروپا
- دومین بانک اسلامی جهان مجله "بنکر" (The Banker)
- کسب جایزه برترین بانک در شبکه‌های اجتماعی سومین جشنواره سالانه "بانک محبوب من"
- دریافت نشان ملی نوآوری در خدمات بانکداری در اجلاس سران اکوایت
- دریافت لوح تقدیر و تندیس در سومین جشنواره مدیریت سلامت اداری
- کسب اولین جایزه ملی داده‌کاوی ایران - سازمان برتر در فرهنگ‌سازی و بهره‌مندی از دانش داده‌کاوی در کشور همزمان با هفتمین کنفرانس داده‌کاوی ایران
- کسب رتبه برتر در سومین همایش بانکداری الکترونیک و نظام‌های پرداخت
- کسب گواهی بین‌المللی نوآوری و خلاقیت الماس سوئیس "IUI5001" از مرکز نوآوری اینوا
- کسب نشان‌های "استاندارد بین‌المللی اعتماد مشتریان" و "توسعه و پیشرفت سازمانی در صنعت بانکداری" در اجلاس متخصصین باینکس
- کسب لوح تقدیر و تندیس در اولین کنفرانس بررسی راه‌های ارتقاء سلامت مالی و اداری
- دریافت گواهی BSS از یازدهمین همایش زنجیره موفقیت سازمانی
- بانک اقتصادنوین با هدف پیاده‌سازی اصول امنیت اطلاعات مطابق با استاندارد بین‌المللی ISIRI-ISO/IES 27001 از سال ۱۳۹۶ اقدام به اجرای پیاده‌سازی سیستم مدیریت امنیت اطلاعات کرده است.
- جایگاه سی و سوم را در میان ۱۰۰ شرکت برتر اقتصاد ایران